# Nicolas Eekman
Nicolas Mathieu Eekman (* 9. August 1889 in Brüssel, Belgien; † 13. November 1973 in Paris, Frankreich) geboren Nikolaas Mathijs Eekman war ein niederländischer figürlicher Maler. In Frankreich, Belgien und Holland ist er auch unter den Namen Nico Eekman, Nik Eekman und dem Pseudonym Ekma bekannt.
Er ist bekannt für seine Arbeit mit Wasserfarben und als Zeichner und Kupferstecher. Er illustrierte Bücher, darunter Les Destinées von Alfred de Vigny (1933), Contes d’un buveur de bière von Charles Deulin (1945), Tyl Ulenspiegel von Charles de Coster (1946), L’Ane culotte von Henri Bosco (1950). Sein Stil unterscheidet sich in drei wichtigen Phasen: Expressionismus von 1914 bis Ende 1920, flämischer Realismus bis am Anfang 1950, und anschließend «fantastische» Malerei.

## Leben
Nicolas Eekman wurde in dem Haus geboren, in dem Victor Hugo, im Exil, das Stück Die Elenden schrieb. Mit 18 Jahren, hielt er seinen ersten Vortrag in Brüssel zum Thema «Van Gogh, der Unbekannte» der in 1907 noch nicht von einem allgemeinen Publikum anerkannt war. 1912 besuchte Nicolas Eekman in Köln die erste Van Gogh Ausstellung.
Nach seinem Architektur-Diplom an der Akademie der Schönen Künste in Brüssel nahm er Zuflucht während des Ersten Weltkrieges in dem Pfarrhaus von Nuenen in Holland, wo Bart de Ligt als Pfarrer diente. In diesem Pfarrhaus lebte 30 Jahre früher die Familie Van Gogh. Dort hatte Vincent van Gogh das Bild die «Kartoffelesser» gemalt. Bis zum Ende des Krieges hatte er Ausstellungen im Lande und die Kunstwerke von Nicolas Eekman wurden von holländischen Museen gekauft, vor allem dem Kröller-Müller Museum, eines der ersten Institute, das Kunstwerke von Van Gogh kaufte.
1921 siedelte sich Nicolas Eekman in Paris an und stellte regelmäßig seine Werke in Frankreich und anderen Ländern aus. Er traf sich oft mit den holländischen Künstlern, die in Paris wohnten, darunter Fred Klein, Piet Mondrian, César Domela, George Vantongerloo und Frans Masereel. Er befreundete sich mit der Galeriebesitzerin Jeanne Bucher, die 1928 Eekmans Werke neben den Werken von Mondrian in ihrer Galerie ausstellen wollte. Mondrian stellte nur ein einziges Mal in Paris aus. Die beiden Künstler, welche die Ansicht über Kunst völlig trennt – Mondrian der Vorkämpfer der Abstrakten Kunst und Nicolas Eekman total dagegen –, blieben bis ans Ende von ihrem Leben durch eine Freundschaft verbunden.
In den 1930er Jahren nahm Nicolas Eekman regelmäßig an Kollektivausstellungen teil, vor allem in den Vereinigten Staaten, und seine Einzelausstellungen wurden in ganz Europa organisiert.
In der Zeit zwischen den Weltkriegen nahm Nicolas Eekman an einer Kunstbewegung, die sich im Zentrum des Montparnasse-Viertels in Paris konzentrierte, teil. Dort schließt er Freundschaften mit Jean Lurçat, Louis Marcoussis, André Lhote, Max Jacob, Moïse Kisling, Marc Chagall, Picasso, Salvador Dalí, Armand Nakache, Paul Signac, Jacques Lipchitz, Fernand Léger, Edouard Goerg, Geiger, Max Ernst.
Während der Pariser «Internationalen Kunst Ausstellung 1937» erhielt Nicolas Eekman eine Goldmedaille für sein Bild La Pelote Bleu (Blaue Nadelkissen), welches später vom Museum Jeu du Paume in Paris erworben wurde.
Am Anfang des Zweiten Weltkrieges wurde er von den Nazis verfolgt und floh nach St. Jean de Luz im Südwesten von Frankreich, wo er vorübergehend seine Werke unter dem Pseudonym Ekma signierte.
1944 fand im Palast der Schönen Künste in Brüssel eine Ausstellung von ihm statt, welche auch von der belgischen Königin Elisabeth besucht wurde.
In den 1950er und 1960er Jahren folgten Ausstellungen in Frankreich, Belgien, Holland und der Schweiz. An der Internationalen Kunst-Ausstellung in Deauville 1956 erhielt er den Preis «Prix du Nu».
1961 wurde eine Wandmalerei von H. Griffon in Auftrag gegeben über das Thema medizinische Pflanzen der Welt. Dieses Werk wurde für die Apotheke am Pariser Flughafen Orly ausgeführt. Nach einer Retrospektive in der Galerie Reflets in Brüssel starb Eekman. Er wurde auf dem Friedhof von Ivry bei Paris begraben.

## Erbschaft
Auf Anregung seiner Tochter, der Architektin und Schauspielerin Luce Eekman (1933–2025), wurde 1989 eine Stiftung unter den Namen «Le Sillon Nicolas Eekman» gegründet, welche sich der Erinnerung an das Lebenswerk des Malers widmet. Mehrere Ausstellungen wurden seitdem in Frankreich und Holland organisiert. Ein Katalog des Gesamtwerkes ist in Arbeit.

## Publikationen
- Paul Fierens, Monographie Eekman, Brussells, 1936
- Maurice Bedel, Introduction à l'Album I, Paris, 1943
- Maurice Fombeure, Introduction à l'Album II, Paris, 1950
- Jean-Louis Monod, Eekman, peintre, humaniste… et magicien, éd. Pierre Cailler, Geneva, 1969
- Nicolas Eekman, peintre graveur, co-edition Le Sillon - Somogy, 2004